# Chuck Billy
Charles „Chuck” Billy (ur. 23 czerwca 1962 w Oakland) – amerykański wokalista i autor tekstów. Billy znany jest przede wszystkim z występów w grupie muzycznej Testament, której pozostaje członkiem od 1986 roku. W drugiej połowie lat 90., bez powodzenia brał udział w przesłuchaniach na stanowisko wokalisty w zespole Sepultura.
Chuck Billy jest Indianinem z plemienia Pomo z północnej Kalifornii. Jest dumny ze swego tubylczego pochodzenia i często nawiązuje do niego podczas koncertów. Dziedzictwu tubylczych Amerykanów poświęcił m.in. utwory "Trail of Tears" i "Allegiance".
W 2001 roku u muzyka zdiagnozowano raka, którego udało się zwalczyć dzięki chemioterapii. W sierpniu tego samego roku przyjaciele wokalisty zorganizowali koncert Thrash of the Titans, podczas którego zbierano fundusze w celu pokrycia kosztów terapii.
W 2009 roku wokalista został sklasyfikowany na 46. miejscu listy 50. najlepszych heavymetalowych frontmanów wszech czasów według Roadrunner Records. W 2010 roku sylwetka muzyka została zaprezentowana w Smithsonian's National Museum of the American Indian w ramach wystawy "Up Where We Belong: Native Musicians in Popular Culture".

## Dyskografia
| - James Murphy - Convergence (1996, gościnnie) - Numbers from the Beast: An All Star Salute to Iron Maiden (2005) - Sadus - Out for Blood (2006, gościnnie) - Dublin Death Patrol - DDP 4 Life (2007) - Light This City - Stormchaser (2008, gościnnie) |  | - Susperia - Attitude (2009, gościnnie) - Forbidden - Omega Wave (2010, gościnnie) - The Haunted - Exit Wounds (2014, gościnnie) - Exodus - Blood In, Blood Out (2014, gościnnie) - Metal Allegiance - Metal Allegiance (2015, gościnnie) - Killswitch Engage - Atonement (2019, gościnnie) |

## Filmografia
- Get Thrashed (2006, film dokumentalny, reżyseria: Rick Ernst)[12]